# Monstruos (álbum de cromos)
Monstruos es una colección de cromos editada en 1986 por una entidad autodenominada 'Mundicrom'. Los autores firmaron las ilustraciones como Carme & Ricard sin ninguna otra mención al copyright de la colección. Se popularizaron mucho, convirtiéndose en verdadero objeto de culto, durante la segunda mitad de los ochenta por toda España. 

## Secciones
El álbum está dividido por diferentes secciones en las que se tratan monstruos de temática dispares:
- Prólogo: el álbum da comienzo con un breve prólogo en donde se da una breve explicación al origen de los misterios y al de la propia vida junto a una cita de Albert Einstein. Al margen de la página aparecen tres ahorcados que penden de un árbol decrépito.

- Monstruos de cine: sección que trata diferentes monstruos de la literatura de terror, posteriormente adaptados al cine por la productora norteamericana Hammer como, por ejemplo, el monstruo de Frankenstein, Drácula, La momia, etc.

- Gigantes: sección en donde se recogen diferentes gigantes bíblicos y de otras religiones y culturas como Goliat, Polifemo etc.

- Animales míticos: sección que recopila animales monstruosos tan dispares como el Monstruo del lago Ness o King Kong, entre otros.

- Fantasmas y aparecidos: en esta sección se habla y se mencionan algunos de los fantasmas más famosos como el Conde Arnau, la chica de la curva y demás.

- Brujos y hechiceras: sección en la que se describen algunos de los brujos y hechiceras más remarcables de algunos folclores populares como Merlín el Mago, Morgana, el Genio de la lámpara, etc.

- Criaturas fantásticas: en esta sección del álbum se tratan criaturas monstruosas tan dispares como los gremlins, los gnomos, los troles, etc.

- Seres extraterrestres: antepenúltima sección del álbum en donde hay una recopilación de seres extraterrestres inspirados en novelas pulp y películas de la serie B. Algunos de estos seres como Planta Carnívora C-C7788 estuvo inspirada en el dios Azathoth creado por H. P. Lovecraft.

- Superhéroes: penúltima sección del almanaque inspirada en superhéroes de los cómics de Marvel o DC Cómics cuyos nombres fueron cambiados para evitar problemas con el copyright de los originales. Así mismo, Targ, la antorcha era Antorcha humana de la serie de Los cuatro fantásticos o Tarántula Man era Spider-Man.

- Misterios inexplicables: última sección de la serie de cromos que recopila leyendas y seres de la magia negra como el osito vudú, el gato negro de Killakee, entre otros.